# Massimo Osti
Massimo Osti (født 1944, død 2005) var en italiensk tekstilfabrikant og modedesigner, der er mest kendt for at stå bag tøjmærkerne Stone Island og C.P. Company. Ostis produkter var en blanding af hans egen nytænkning og ideer han fik fra at studere militær-, arbejds- og sportsbeklædning.